# In Memory
In Memory è un EP del gruppo musicale thrash metal statunitense Nevermore, pubblicato nel 1996 dalla Century Media. Nel 2006 è stato rimasterizzato e ripubblicato con 5 bonus track.

## Tracce
1. Optimist or Pessimist – 3:38
2. Matricide – 5:21
3. In Memory – 7:05
4. Silent Hedges/Double Dare (cover dei Bauhaus) – 4:41
5. The Sorrowed Man – 5:24

### Tracce bonus
1. The Tiananmen Man (Demo) - 5:44
2. The Seven Tongues of God (Demo) - 5:43
3. Passenger (Demo) - 5:11
4. This Sacrament (Demo) - 5:53
5. 42147 (Demo) - 4:37

## Formazione
- Warrel Dane – voce
- Jeff Loomis – chitarra
- Pat O'Brien – chitarra
- Jim Sheppard – basso
- Van Williams – batteria